# Andrea Lancia

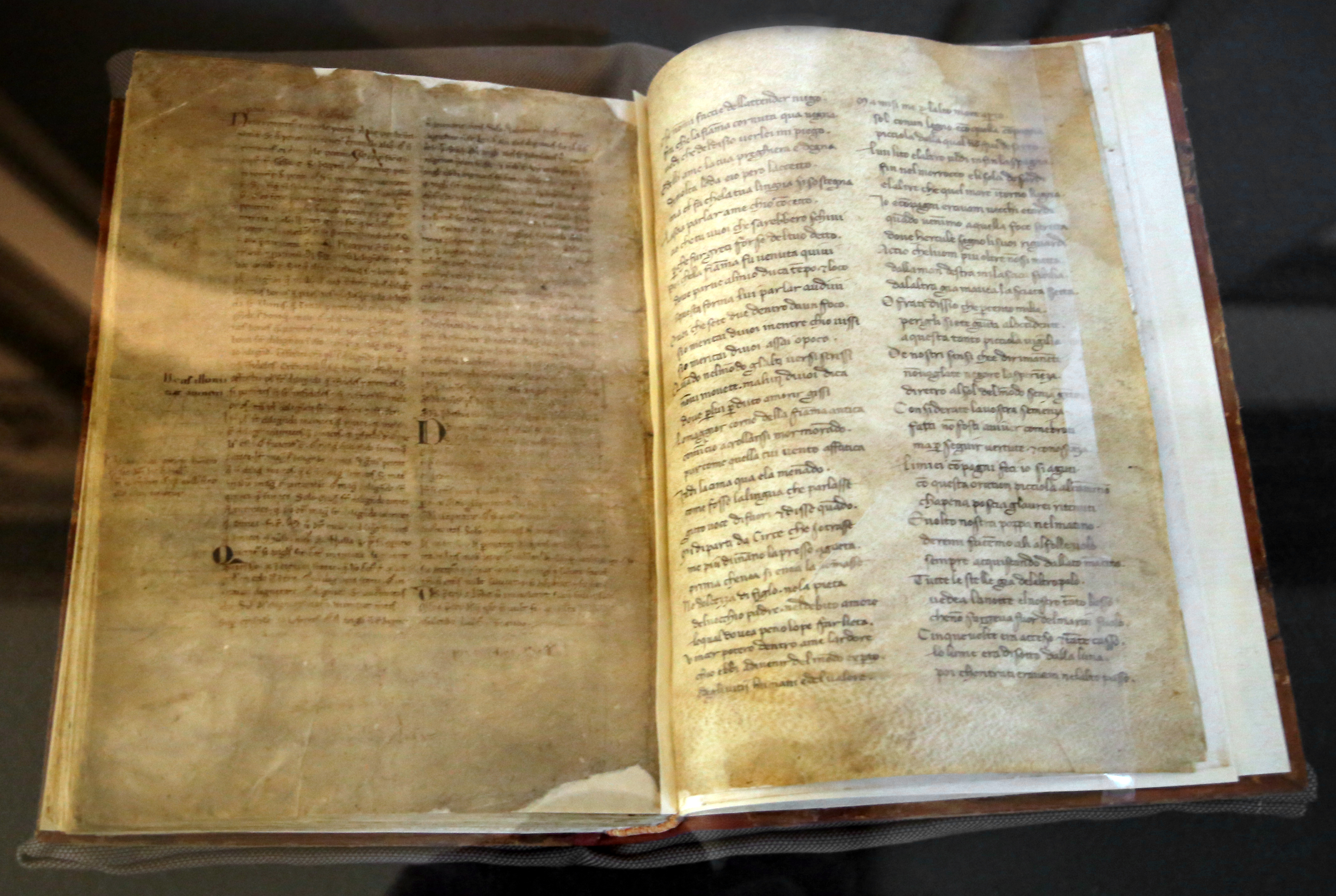
Frammento della Divina Commedia copiato da Andrea Lancia (BNCF, conv. soppr. H.VIII.1012)

Andrea Lancia o Andrea di ser Lancia, Andrea di Lancia (Firenze, ante 1296 – post 1357) è stato un notaio, letterato e copista italiano.

## Biografia
Andrea Lancia (o di Lancia), notaio fiorentino, nacque alla fine del XIII secolo (terminus ante quem è il 1296). Il primo atto da lui sottoscritto risale al 1314 (ma non è da escludere che la copia di un documento del 1313 sia stata realizzata nel medesimo anno), l'ultimo al 1351. Nell'aprile 1324, mentre si recava ad Avignone presso la corte pontificia, fu assalito dalle truppe di Castruccio Castracani e imprigionato nella rocca di Santa Maria a Monte, dove fu più volte torturato e restò prigioniero fino all'ottobre del 1324. Di alcuni suoi viaggi ad Avignone effettuati in precedenza, a cui si accenna in un documento del febbraio 1325, non si ha al momento documentazione. Fu ambasciatore di Firenze a Pistoia, Pisa, San Miniato e Volterra. Oltre ad esercitare il notariato, tra il 1333 e il 1357 tenne vari incarichi per il Comune di Firenze e in particolare tra il 1355 e il 1357 fu volgarizzatore ufficiale dal latino all'italiano di statuti, ordinamenti e provvisioni del Comune fiorentino. Fu traduttore di testi classici e religiosi, e commentatore della Commedia di Dante, di cui conobbe anche altre opere (il Convivio, la Vita nova, l' Epistola a Cangrande e probabilmente persino la "tenzone" con Forese Donati). È importante la sua frequentazione di Arrigo da Simintendi, l'amicizia con Giovanni Villani e la collaborazione professionale con Giovanni Boccaccio, con cui collaborò per conto del Comune di Firenze tra l'agosto 1352 e il febbraio 1353 e con cui condivise l'interesse e lo studio dell'opera di Dante Alighieri. Attualmente l'ultimo documento che lo attesta in vita risale all'ottobre del 1357.

## Opere
Gli sono attribuite varie opere, per lo più frutto di volgarizzamento di testi latini.
- Volgarizzamento delle Epistole a Lucilio di Seneca, versione parziale, conservato nel manoscritto autografo C. III. 25 della Biblioteca comunale degli Intronati di Siena. È forse il suo primo volgarizzamento.
- Volgarizzamento dell'Eneide di Virgilio, che gli fu commissionato da Coppo di Borghese Migliorato Domenichi, di cui sono noti 26 manoscritti. Viene ritenuta opera giovanile.
- Volgarizzamento dello Statuto del Podestà di Firenze (1355-1356) e Volgarizzamento degli Ordinamenti, provvisioni e riformagioni del Comune di Firenze (1356-1357), conservati rispettivamente nei manoscritti autografi Statuti del Comune di Firenze 19 e Statuti del Comune di Firenze 33 dell'Archivio di Stato di Firenze.
- Volgarizzamento dei sette salmi penitenziali (6, 31, 37, 50, 101, 129, 142) e del salmo 3 con le "Enarrationes in psalmos" di Agostino anch'esse volgarizzate, che si conserva autografo nel ms. Firenze, Bibl. Nazionale Centrale, Palatino 11. Questo manoscritto, interamente autografo, contiene anche di mano del Lancia un compendio volgarizzato della Summa vitiorum di Guglielmo Peraldo, probabilmente traslato da altro autore.
- "Commento alla Commedia di Dante", che si conserva autografo nel ms. Firenze, Bibl. Nazionale Centrale, II I 39. È ormai del tutto superata la proposta, diffusa a partire dal sec. XIX, che vorrebbe identificare il Lancia con l'autore del cosiddetto Ottimo Commento alla Commedia di Dante Alighieri. Le prove filologiche rinvenute, basate sulla scoperta di incomprensioni e di errori commessi dal Lancia in qualità di copista dell'Ottimo, rendono infatti improponibile l'identificazione dell'autore dell'Ottimo con il notaio fiorentino.[2] I numerosi contatti testuali tra il commento autografo del Lancia e quello dell'Ottimo sono invece da ricondursi alla vicinanza culturale tra i due autori; quanto alla terza redazione dell'Ottimo si conosce un manoscritto di mano del Lancia (che dunque fu copista e non autore), contenente anche il testo della Commedia, conservato presso la Pierpont Morgan Library & Museum di New York (codice M 676). Una terza copia della Commedia dantesca attribuita alla mano di Andrea Lancia è tramandata dal codice della Biblioteca Riccardiana di Firenze Riccardiano 1033. Alla mano del Lancia è infine attribuito quello che forse è il più antico frammento dell'Inferno dantesco, tràdito dalle cc. 127 e 128 del manoscritto Conventi Soppressi H. 8. 1012 della Biblioteca Nazionale Centrale di Firenze.
- Nei secoli scorsi gli vennero attribuiti vari volgarizzamenti (di testi di Palladio Tauro, Seneca, Tacito, Andrea Cappellano, Ovidio, Valerio Massimo, Tacito), ma si tratta di attribuzioni prive di fondamento, mentre l'ipotesi relativa alla paternità di alcuni volgarizzamenti dei Remedia amoris e dell'Ars amandi di Ovidio, forse risalenti al primo decennio del XIV secolo, non trova corrispondenze nei dati biografici fino ad oggi ricostruiti.